# Magnus Stenbock

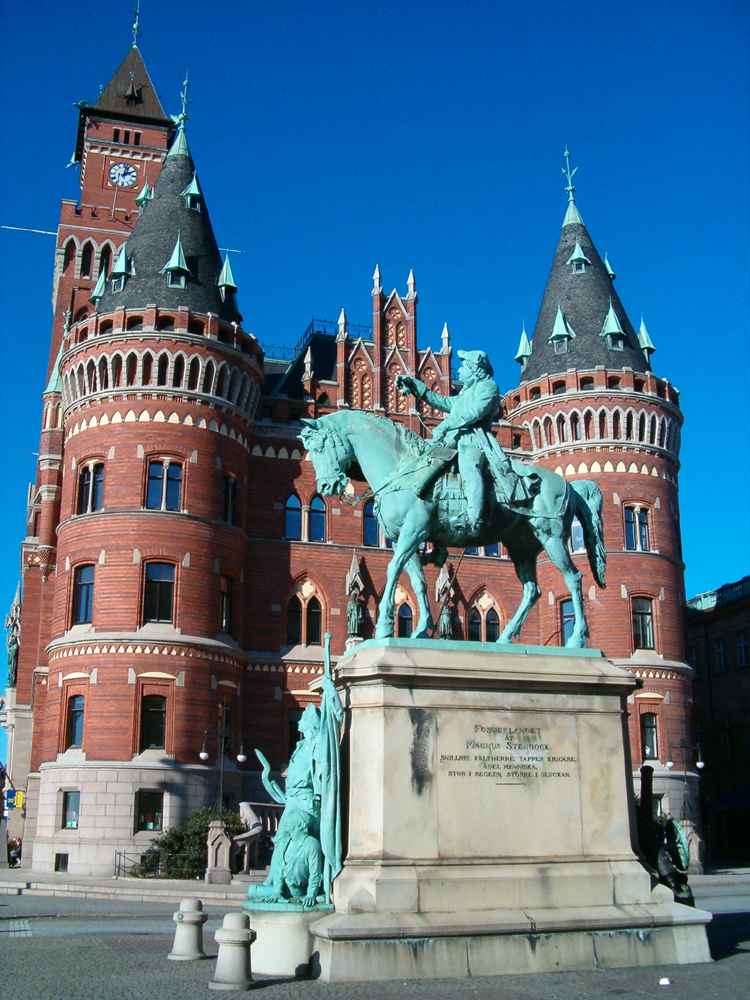
Estàtua de Magnus Stenbocks a Helsingborg

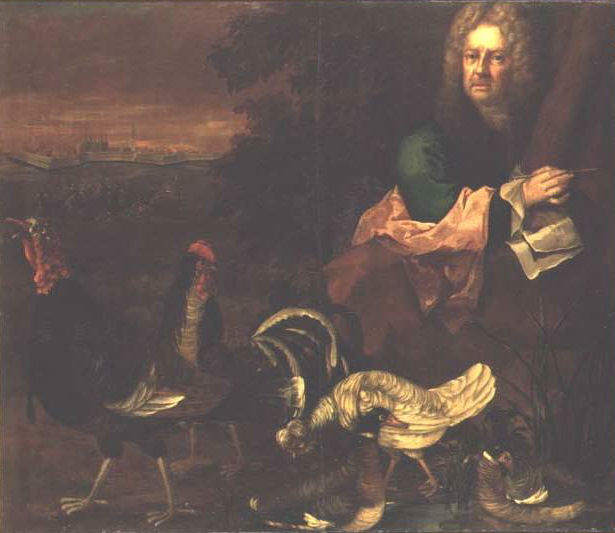
Magnus Stenbock: autoretrat, fet a la presó danesa; Rosenborg, Copenhaguen

El comte Magnus Gustafsson Stenbock, nascut el 12 de maig (jul.)/22 de maig (greg.) de 1665 a Estocolm; † 12 de febrer(jul.)/23 de febrer (greg.) a Copenhaguen, va ser un Mariscal de Camp suec durant la Gran Guerra del Nord. Es casà amb Eva Magdalena Oxenstierna el 26 de desembre de 1690 a Estocolm

## Vida i carrera militar
Magnus Stenbock era fill del difunt Almirall del Regne Gustaf Otto Stenbock (†1685) i de Cristina Caterina de la Gardie.
Va estudiar a la Universitat d'Uppsala i La Sorbona, després optà per fer carrera a l'exèrcit i servint durant un temps a les Províncies Unides.
En tornar a Suècia s'allistà a l'exèrcit sent ascendit a Major el 1688. Combaté amb l'exèrcit suec a les Províncies Unides i el Rhin. A la Batalla de Fleurus es va distingir pel seu coratge i habilitat. Participà activament en la Guerra dels Nou Anys en els fronts militar i diplomàtic.
El 1699, ja com a Coronel va assumir el comandament del Regiment de Kalmar, sent transferit al Regiment de Dalarna que comandà a les batalles de: Narva, Creuament del Düna, Klissow i Cracòvia. El 1703 combaté a la Batalla de Pułtusk, tres anys més tard fou ascendit a General d'Infanteria i nomenat Governador General d'Escània que defensà amb èxit a la Batalla de Helsingborg contra els danesos.
El 1711 rebé el càrrec honorífic de rector de la Universitat de Lund. El 1712 va ser ascendit a mariscal de camp, participà en la Campanya de Pomerània (1715/1716) comandant 9.000 homes a Mecklenburg, tot defensant els interessos suecs al continent, especialment la Pomerània sueca i Stralsund, el principal cap de suec pont a la costa sud del Bàltic.
El desembre de 1712 guanyà la batalla de Gadebusch i amb ella el bastó de mariscal de camp. Tot i la seva victòria s'hagué de retirar a Tönning on fou assetjat i capturat el 1713.
Passà cinc anys de captiveri al castell de Frederikshaven a Copenhaguen, tot i que pagaren el seu rescat, on morí el 23 de febrer de